# I Will Survive
«I Will Survive» —en español: «Sobreviviré»— es una canción disco originalmente interpretada por la cantante estadounidense Gloria Gaynor, lanzada en 1978. Fue escrita por Freddie Perren y Dino Fekaris. La letra de esta canción describe en primera persona cómo alguien encuentra fuerza personal mientras se recupera de una separación.
Es una canción que, como Gloria Gaynor, es un símbolo de la música disco, llegando como N.º 1 al Billboard Hot 100.
La canción también fue grabada en español por la misma Gloria Gaynor, siendo la pionera en grabar una de sus canciones en la lengua castellana, lo que luego motivó al grupo ABBA para grabar temas suyos en español.
Recibió un Grammy por la mejor grabación en el año 1980, el único año en el cual se entregaron premios Grammy a la música disco.

## Posicionamiento en listas y certificaciones

### Listas semanales
| Lista (1979)                          | Mejor posición |
| ------------------------------------- | -------------- |
| Alemania (Offizielle Deutsche Charts) | 7              |
| Australia (Kent Music Report)         | 5              |
| Austria (Ö3 Austria Top 40)           | 17             |
| Bélgica (Flandes) (Ultratop 50)       | 7              |
| Canadá (RPM Top Singles)              | 3              |
| Estados Unidos (Billboard Hot 100)    | 1              |
| Estados Unidos (Hot R&B Singles)      | 4              |
| Estados Unidos (Hot Dance Club Songs) | 1              |
| Finlandia (Finnish Singles Chart)     | 3              |
| Francia (SNEP)                        | 2              |
| Irlanda (Irish Singles Chart)         | 1              |
| Italia (FIMI)                         | 9              |
| Noruega (VG-lista)                    | 4              |
| Nueva Zelanda (Recorded Music NZ)     | 10             |
| Países Bajos (Dutch Top 40)           | 4              |
| Reino Unido (Official Charts Company) | 1              |
| Suecia (Sverigetopplistan)            | 3              |
| Suiza (Schweizer Hitparade)           | 7              |

### Certificaciones
| País           | Organismo certificador | Certificación    | Ref.   |
| -------------- | ---------------------- | ---------------- | ------ |
| Estados Unidos | RIAA                   | Disco de Platino | [ 16 ] |
| Canadá         | CRIA                   | Disco de Platino | [ 17 ] |
| Reino Unido    | BPI                    | Disco de Oro     | [ 18 ] |

## Personal
- Voz: Gloria Gaynor
- Batería: James Gadson
- Percusión: Paulinho Da Costa
- Bajo: Scott Edwards
- Teclados: Freddie Perren
- Guitarras: Bob "Boogie" Bowles, Melvin "Wah Wah Watson" Ragin[19]
- Cuerdas y trompetas: arreglos y dirección de Dave Blumberg

## Sucesión en listas
| Anterior: «Da Ya Think I'm Sexy?» de Rod Stewart «Tragedy» de Bee Gees | Billboard Hot 100 — Sencillo Nro 1 10 de marzo de 1979 — 24 de marzo de 1979 7 de abril de 1979 — 14 de julio de 1979 | Siguiente: «Tragedy» de Bee Gees «What a Fool Believes» de The Doobie Brothers |
| Anterior: «Tragedy» de Bee Gees                                        | UK Singles Chart — Sencillo Nro 1 17 de marzo de 1979 — 7 de abril de 1979                                            | Siguiente: «Bright Eyes» de Art Garfunkel                                      |

## Versiones
- Desde su lanzamiento en 1978, ha sido versionada por numerosos artistas tales como Diana Ross, Shirley Bassey, Billie Jo Spears, Melanie, Antony and the Johnsons, Doris Dragović, The Puppini Sisters, el actor de voz Cam Clarke, entre muchos otros.
- En 1979, la cantante mexicana de origen chileno Anamía, en su LP Fiebre Latina grabó, entre tantas otras, la primera versión hispana de esta canción. Luego, fue secundada por el grupo Banda Show en 1989, cuando ésta la interpretó en ritmo merengue y finalmente, entrado el nuevo milenio, Celia Cruz innova la versión original cantándola con ritmo de salsa, titulada "Yo viviré".[20]
- En 1994 el grupo holandés Hermes House Band saltó a la fama con una versión de la canción, llegando al número 1 en la lista de sencillos de los Países Bajos y vendiendo más de 2,5 millones de discos.[21] En 1998 recibió el disco de platino en Francia.[22]
- En 1995 la cantante mexicano-estadounidense Selena abrió su último concierto interpretando esta canción junto con otros clásicos de la era Disco como Last Dance, The Hustle, Funkytown y On The Radio. Selena fue asesinada tan solo 1 mes después de este concierto a manos de la presidenta de su club de fanes.
- En 1996 el cantante colombiano de música popular Darío Gómez también publicó una versión en español de esta canción.[23] [24]
- En 1996, la banda estadounidense de rock alternativo Cake realizó su versión en su álbum Fashion Nugget. Fue lanzado como sencillo en 1997 y logró alcanzar el número 29 en la lista de sencillos del Reino Unido,[25] la ubicación número 28 en el Modern Rock Tracks de la Billboard[26] e ingresó en varias listas europeas, como así también en Australia y Nueva Zelanda.[27]Además de varios cambios sutiles, el cantante de la banda, John McCrea, realizó varias modificaciones en las letras la cual alteró significativamente el contenido original de la misma. No cayó bien esta versión en la propia Gaynor debido al uso de palabras ofensivas.[28]
- También en 1996, la cantante de R&B Chantay Savage realizó su versión en formato balada. Esta versión obtuvo el número 12 en el Reino Unido[29] y el número 24 en el Billboard Hot 100[30] de los Estados Unidos, donde también recibió el disco de oro.[16]
- En 1998 la cantante mexicana Priscila Camacho del grupo Priscila y Sus Balas de Plata grabó también su propia versión en español, esta versión fue incluida en su disco "Todo por ti".[31]

- En 1998, Andrés Calamaro publica en "Las Otras Caras de Alta Suciedad" perteneciente al box recopilatorio denominado Inéditos + rarezas + canciones una versión en inglés. Mismo tema que se incluyó en la edición "Versión Imposible 2 ● las canciones de el jueves" de 2004.[32]
- En 1998 la cantante argentina de cumbia Gladys la bomba tucumana hace "Sobreviviré", una versión bailable en su disco "Mirame Así" que logra posicionarse como uno de los éxitos más trascendentes de su carrera.[33]
- En 1999 el director Milos Forman dirigió la película Man on the moon, protagonizada por Jim Carrey, que narraba la vida del comediante Andy Kauffman. Al final de la misma, un hombre caracterizado como el personaje de Kauffman, el cantante de cabaret Tony Cliffton (que no se llega a revelar si es el mismo Kauffman o un imitador) canta el tema con su peculiar estilo y voz.
- Robbie Williams lanzó en el 2000 la canción Supreme como el tercer sencillo de su álbum Sing When You're Winning, Está basada en el clásico de Gloria Gaynor, porque, según Robbie Williams, al estar de viaje en Suiza, cuando se aproximaba el nuevo milenio, los turistas, a pesar de que ninguno hablara la misma lengua, todos tarareaban el fragmento instrumental de cuerda de "I Will Survive".
- En 2006 el Grupo El sueño del morfeo incluyó en el álbum con el mismo nombre una versión de la canción titulada "Tomate la vida"
- En el año 2007 Jenni Rivera grabó su versión para su álbum "Mi Vida Loca" siendo el único track totalmente en inglés del disco.
- En 2009, The Pussycat Dolls utilizó el sample de "I Will Survive" en su sencillo "Hush Hush; Hush Hush".[34]
- La serie musical Glee realizó un presentación en un episodio de su tercera temporada.
- En 2014 en  Rio 2 , fue cantada por Nigel la cacatúa, interpretada por Jemaine Clement.
- El 2015 la boyband One Direction hizo una versión de la canción durante el On The Road Again Tour, el 22 de marzo durante su presentación en Manila.[35]
- En 2016, Demi Lovato grabó una versión de la canción para la banda sonora de la película animada Angry Birds: La película a estrenarse el 20 de mayo del mismo año.[36]
- En 2016 el cantante José Prieto interpretó una versión hispana para la apertura de la película The Belko Experiment.[37]
- El cantante colombiano de música popular Jessi Uribe publicó una versión de la canción en 2019.
- En 2020, durante El Gran Confinamiento, el grupo mexicano de ska fusión Panteón Rococó hizo una versión de la canción.
- En 2022 el grupo femenino surcoreano Ive (grupo musical) utilizó el sample de "I Will Survive" en su sencillo "After LIKE", exactamente el trozo es perteneciente a la canción Supreme.

## Cultura popular
- En 1997, la versión de Diana Ross apareció en la película de Kevin Kline In & Out[38]
- En 1998, la canción se convirtió en un himno y ganó más popularidad en Francia cuando la Selección de fútbol de Francia ganó la Copa Mundial de la FIFA 1998.[39]
- En 1999, Gaynor interpretó la canción en el baile de graduación de la escuela en That '70s Show' 'episodio 19 "Prom Night"; el episodio tuvo lugar en 1977, un año antes de que Gaynor lanzara la canción.[40]
- Aparece en la película australiana de 1994 "Las aventuras de Priscilla, reina del desierto" como una canción de sincronización de labios interpretada por las drag queens Mitzi Del Bra (Hugo Weaving), Bernadette Bassinger (Terence Stamp) y Felicia Jollygoodfellow (Guy Pearce) en un corroboree aborigen australiano.
- Apareció en la escena de la cárcel y en el cierre de la película de 2000 " The Replacements".
- Aparece en los videojuegos,  SingStar Dance  y  Just Dance 2014 , lanzados en 2013.
- Aparece durante los créditos finales de la película de 2015 " The Martian".
- En la película francesa  One Man and His Cow  (La Vache, 2016), el protagonista canta una versión al estilo Raï de la canción en un festival de pueblo.[41]
- Aparece en un comercial de televisión de  2017 de Capital One, que presenta a Gaynor y Charles Barkley.
- La película danés-alemana de 2008 "Disco Ormene " (conocida en inglés como "Sunshine Barry & the Disco Worms") presenta la canción interpretada por Gloria the earthworm (Trine Dyrholm).
- En 2007 " Noah's Ark", una película de aventuras de comedia animada argentino-italiana, una versión de la canción es interpretada por una pantera llamada Panthy.
- "I Will Survive" ha aparecido como la canción de bienvenida de regreso de la leyenda de la radiodifusión Tony Blackburn en BBC Radio en la víspera de Año Nuevo de 2016 después de su partida temporal.